# Генріх Ерлер
Генріх Ерлер (нім. Heinrich Ehrler; нар. 14 вересня 1917, Обербалбах — пом. 4 квітня 1945, Штендаль) — німецький військовий льотчик-ас часів Третього Рейху, майор (1944) Люфтваффе. Один з найкращих за результативністю німецьких асів Другої світової війни, здійснив понад 400 бойових вильотів, в яких здобув 208 перемог у повітряних боях. Переважну більшість літаків противника він збив на Східному фронті й лише 9 — на Західному, в тому числі — вісім перемог здобув на реактивному винищувачі Me 262. Учасник Громадянської війни в Іспанії та Другої світової війни. Кавалер Лицарського хреста Залізного хреста з дубовим листям (1943).

## Біографія
Генріх Ерлер народився 14 вересня 1917 року у Обербалбах (сучасний район міста Лауда-Кенігсгофен) поблизу міста Таубербішофсгайм у Великому герцогстві Баден Німецької імперії, в родині різнороба. У сім'ї було вісім дітей, а коли померла мати, батько одружився вдруге і сім'я збільшилася ще на чотирьох дітей.
29 жовтня 1935 року Ерлер поступив на військову службу до вермахту. Спочатку він служив у 7-ій батареї 25-го артилерійського полку у Людвігсбурзі. Потім його перевели до зенітної артилерії Люфтваффе, де він з 7 квітня по 1 листопада 1936 року продовжував службу у 8-му зенітному артилерійському полку.
З 2 листопада 1936 до 15 серпня 1937 року Ерлер перебував у відрядженні у складі 3-ї батареї 88-го зенітного загону легіону «Кондор», що діяв на території Іспанії та брав участь на боці націоналістів громадянській війні. З 24 серпня 1938 до 1 серпня 1939 року, після повернення до Німеччини, він служив у 14-ї батареї 5-го зенітного артилерійського полку. 2 серпня 1939 року Ерлер переведений до 1-ї батареї 502-го резервного зенітного дивізіону.
На момент початку Другої світової війни в Європі 1 вересня 1939 року, Ерлер служив у зенітній артилерії. Отже 3 січня 1940 року він подав рапорт на переведення його до винищувальної авіації Люфтваффе. Його прохання про переведення було задоволено, і з 1 лютого по 4 листопада 1940 року він пройшов льотну підготовку. 1 липня він отримав звання фельдфебель, а 1 січня 1941 року вже після завершення повного курсу підготовки пілота винищувача отримав перше офіцерське звання лейтенант.
З 1 лютого 1941 року Генріх Ерлер розпочав службу у складі 4-го штаффеля (ескадрильї) 77-ї винищувальної ескадри Люфтваффе, яку згодом переформували на 4-ту ескадрилью 5-ї ескадри винищувачів, що базувалася в Норвегії. 2 вересня 1941 року він здобув першу перемогу, збивши британський торпедоносець «Бофорт» західніше Ставангера. 19 вересня 1941 року був нагороджений Залізним хрестом 2-го класу. JG 77 підтримував X повітряний корпус 5-го повітряного флоту при проведенні операцій проти Великої Британії з баз у Норвегії, часто забезпечуючи винищувальне прикриття для пікіруючих бомбардувальників Ju 87, котрі діяли проти британського судноплавства. В січні 1942 року JG 77 був перетворений на JG 5 «Айсмеєр».
19 лютого 1942 року Ерлер здобув свою другу перемогу. Він керував патрулем з трьох літаків 4-ї ескадрильї і збив радянський І-153. У подальшому діяв проти арктичних конвоїв, зокрема прикривав німецьку бомбардувальну авіацію ескадр KG 30 та KG 26, що атакували союзний конвой PQ 16.
Наприкінці літа 1942 року Ерлер став командиром 6-ї ескадрильї JG 5, після того як колишній командир, обер-лейтенант Ганс-Дітер Гартвейн, був убитий у бою 21 серпня 1942 року. 2 вересня на рахунок Ерлера були записані 45-та і 46-та повітряні перемоги.
4 вересня 1942 року його було відзначено Лицарським хрестом Залізного хреста. Нагороду вручив у Петсамо оберст Александер Голле, командир винищувального тактичного командування «Норд».
9 січня 1943 року у бою біля залізниці Мурманськ-Москва Ерлер збив ЛаГГ-3 та «Харрікейн». 1 лютого 1943 року його підвищили в оберлейтенанти. 27 березня II. та III. авіагрупи ескадри забезпечували винищувальний ескорт Bf 110 та Fw 190, що атакували радянський аеродром у Мурмашах. У ході рейду німецькі льотчики зіткнулися з 30 радянськими винищувачами над Шонгуєм та Мурмашами. У цьому повітряному зіткненні німці записали на свій рахунок чотирнадцять повітряних перемог, серед них п'ять — Ерлер. Однак, радянські записи підтверджують втрату лише шести літальних апаратів. Наступного дня Генріх Ерлер був нагороджений Німецьким хрестом у золоті.
1 травня 1943 року Ерлер отримав звання гауптман. 8 червня року він здобув свою 100-ту перемогу в повітрі. Він був 40-м пілотом Люфтваффе, який здобув 100 перемог у повітряних боях.
1 серпня Ерлер був нагороджений Лицарським хрестом Залізного хреста з дубовим листям. Вищу відзнаку йому вручив Адольф Гітлер у Вольфсшанце, штаб-квартирі фюрера в Растенбурзі. Цього дня кавалерами Лицарського хреста з дубовим листям також стали аси гауптман Егмонт цур Ліппе-Вайссенфельд гаптман Манфред Мюрер, оберлейтенант Теодор Вайссенбергер, оберлейтенант Йоахім Кіршнер, гаптман Вернер Шрер, а майор Гельмут Лент отримав мечі до свого лицарського хреста з дубовим листям особисто з рук Гітлера.
18 серпня 1943 року Ерлер здобув 113—115 перемоги у боях на Східному фронті.
1 вересня 1943 року Ерлер був тимчасово призначений командиром III групи 5-ї ескадри, а командування 6-ю ескадрильєю прийняв оберлейтенант Теодор Вайссенбергер. 24 вересня Ерлер заявив про свою першу повітряну перемогу як группенкоммандевр і 116-ту загалом, збивши радянський P-40. 25 листопада, після десяти днів відносної тиші, радянські ВПС здійснили скоординовану атаку на Тітовку та аеродроми Гоубактмоен (норв. Høybuktmoen) біля Кіркенеса та Луостарі поблизу Петсамо. На Тітовку напали 16 Іл-2 та 6 P-40, у супроводі 6 Як-1 та 4 Як-9. Цього дня Ерлер збив ще два ворожі винищувачі P-40 та два штурмовики Іл-2, отримавши загальну кількість до 120 перемог у повітрі.
За 24 години 25/26 травня 1944 року Ерлер здобув дев'ять повітряних перемог, що довело його рахунок до 155.
30 травня 1944 року Ерлер ненавмисно здійснив аварійну посадку літака Bf 109G-6 на аеродромі Печенга та отримав невеликі травми внаслідок аварії. 1 серпня Ерлера було призначено командиром 5-ї винищувальної ескадри (JG 5).
22 жовтня Генріх Ерлер, єдиний німецький ас у Заполяр'ї, провів свій останній результативний бій на Східному фронті. У складі трійки Bf 1Q9G-6 він атакував шість Іл-2, які летіли у супроводі трьох пар «Аерокобр» під командуванням радянського аса — гвардії капітана Дмитрюка Г. Ф. У короткій сутичці майор Ерлер і гвардії капітан Дмитрюк записали на власний рахунок по одному збитому літаку. Це була 199-та перемога німецького аса та 18-та — радянського. У дійсності в цьому бою ні та, і ні одна друга сторона втрат на зазнала.
12 листопада 1944 року Королівські повітряні сили Великої Британії розпочали чергову рейдову операцію, що мала за мету знищення німецького лінкору «Тірпіц», який становив серйозну загрозу усієї системі арктичних конвоїв союзників. 32 британські важкі бомбардувальники «Ланкастер» атакували німецький лінійний корабель, що переховувався біля норвезького острову Хакея західніше Тромсе.
У цей час основні сили ескадри Ерлера, з 12 літаків Fw 190A-3 9./JG 5, розташовувалися на аеродромі Бардуфосс і перебували у стані 10-хвилинної готовності. Коли командир ескадри підняв свої літаки в повітря, він отримав повідомлення, що прямо суперечили один одному про те, де знаходилися літаки противника. Отже, коли стало ясно, що ціллю британської авіації є «Тірпіц», було занадто пізно — винищувачі були далеко і не могли нічого зробити, щоб запобігти потопленню лінкора.
За результатами таких невдалих дій майор Ерлер постав перед військовим трибуналом. Його звинувачували в тому, що він був занадто зайнятий досягненням своєї 200-ї перемоги і не зрозумів всієї серйозності ситуації. Спочатку він був засуджений до смерті, але пізніше вирок був замінений на 3 роки ув'язнення у фортеці, які потрібно було відбувати після закінчення війни. Ерлера відсторонили від командування ескадрою та повернули рядовим льотчиком до строю.
27 лютого 1945 року він повернувся до строю у JG 7, чому сприяв командир цієї ескадри майор Теодор Вайссенбергер, котрий раніше літав в JG5 під керівництвом Ерлера. Освоївши реактивний Ме-262, він 22 березня збив В-17, на наступний день — два В-24, 24 березня — ще одну «Літаючу фортецю», а 31 березня — Р-51. Потім 4 квітня в одному бою в районі Берліна він збив ще два В-17 — це був його останній успіх.
6 квітня Генріх Ерлер загинув у ході бойового вильоту, але за невідомих до кінця обставинах. За однією з версій, він протаранив В-17. Наступного дня в районі міста Штендаль серед уламків Ме-262 були знайдені останки пілота. Після патологоанатомічного дослідження було встановлено, що вони належать Ерлеру. 10 квітня останки пілота поховали на кладовищі в Штендалі.